# Unterseeboot 576
L'Unterseeboot 576 (ou U-576) est un sous-marin allemand (U-Boot) utilisé par la Kriegsmarine pendant la Seconde Guerre mondiale. Il a été coulé par la marine américaine en juillet 1942 près des côtes américaines.

## Construction
Unterseeboot type VII, l'U-576 avait un déplacement de 769 tonnes en surface et 871 tonnes en plongée. Il avait une longueur totale de 67,10 m, un maître-bau de 6,20 m, une hauteur de 9,60 m et un tirant d'eau de 4,74 m. Le sous-marin était propulsé par deux hélices de 1,23 m, deux moteurs diesel Germaniawerft M6V 40/46 de 6 cylindres en ligne de 1 400 ch à 470 tr/min, produisant au total 2 060 à 2 350 kW en surface et de deux moteurs électriques BBC GG UB 720/8 de 375 ch à 295 tr/min, produisant un total 550 kW, en plongée. Le sous-marin avait une vitesse en surface de 33 km/h et une vitesse de 14 km/h en plongée. Immergé, il avait un rayon d'action de 150 km à 7,4 km/h et pouvait atteindre une profondeur de 230 m. En surface son rayon d'action était de 15 700 km à 19 km/h.
L'U-576 était équipé de cinq tubes lance-torpilles de 53,3 cm (quatre montés à l'avant et un à l'arrière) et contenait quatorze torpilles. Il était équipé d'un canon de 8,8 cm SK C/35 (220 coups) et d'un canon antiaérien de 20 mm Flak. Il pouvait transporter 26 mines TMA ou 39 mines TMB. Son équipage comprenait 4 officiers et 40 à 56 sous-mariniers.

## Historique
Le U-576 est lancé le 30 avril 1941 et affecté à la 7. Unterseebootsflottille le 26 juin, sous les ordres du Kapitänleutnant Hans-Dieter Heinicke. Les manœuvres d'entraînement durent jusqu'au 1er septembre. Le 27, le sous-marin part de Kiel et rejoint Kirkenes en Norvège, après une brève escale à Bergen.
Le 6 octobre, il part pour sa première patrouille au large, et en revient bredouille après 31 jours de mer. Le 8 novembre, le U-576 rejoint Bergen, avant de partir en patrouille le 11 décembre pour rallier la base sous-marine de Saint-Nazaire en France. Il commence sa troisième patrouille le 22 janvier 1942. Le 14 février, il coule le navire marchand britannique de 6 946 tonnes Empire String, avant de rentrer à Saint-Nazaire le 28 février. 
La quatrième patrouille, dans le cadre de l'opération Paukenschlag, rencontre encore plus de succès : parti le 29 mars pour 49 jours, le sous-marin coule deux navires marchands : un américain de 5 102 tonnes, le Pipestone County, et un norvégien de 1 339 tonnes, le Taborfjell.
Le U-576 effectue sa dernière croisière le 16 juin 1942. Le 15 juillet, à une cinquantaine de kilomètres des côtes américaines, il attaque un convoi de navires marchands partis de Norfolk. Il coule un cargo nicaraguayen, le Bluefields et endommage sérieusement deux autres navires : l'américain Chilore et le panaméen J.A. Mowinckel. Peu après, un hydravion d'escorte Kingfisher de l'United States Navy bombarde l'U-Boot, déjà pris sous le feu d'un navire d'escorte, l'Unicoi. Touché, il coule, emportant avec lui les quarante-cinq membres de son équipage,.

## Découverte de l'épave
Son épave est découverte par la NOAA le 21 octobre 2014 à la position géographique 34° 51′ N, 75° 22′ O, à 50 km au large du cap Hatteras et à environ 240 mètres de l'épave du Bluefields.

## Commandement
- Kapitänleutnant Hans-Dieter Heinicke du 26 juin 1941 au 15 juillet 1942.

## Affectations
- 7. Unterseebootsflottille du 26 juin 1941 au 1er septembre 1941 (Période de formation).
- 7. Unterseebootsflottille du 1er septembre 1941 au 15 juillet 1942 (Unité combattante).

## Patrouilles
|       | Commandant                  | Départ            | Départ      | Arrivée           | Arrivée     | Jours     | Succès   |
| ----- | --------------------------- | ----------------- | ----------- | ----------------- | ----------- | --------- | -------- |
|       | Kptlt. Hans-Dieter Heinicke | 27 septembre 1941 | Kiel        | 29 septembre 1941 | Bergen      | 3 jours   |          |
|       | Kptlt. Hans-Dieter Heinicke | 30 septembre 1941 | Bergen      | 5 octobre 1941    | Kirkenes    | 6 jours   |          |
| 1     | Kptlt. Hans-Dieter Heinicke | 6 octobre 1941    | Kirkenes    | 5 novembre 1941   | Kirkenes    | 31 jours  |          |
|       | Kptlt. Hans-Dieter Heinicke | 8 novembre 1941   | Kirkenes    | 12 novembre 1941  | Bergen      | 5 jours   |          |
| 2     | Kptlt. Hans-Dieter Heinicke | 11 décembre 1941  | Bergen      | 23 décembre 1941  | St. Nazaire | 13 jours  |          |
| 3     | Kptlt. Hans-Dieter Heinicke | 20 janvier 1942   | St. Nazaire | 28 février 1942   | St. Nazaire | 40 jours  | 6 946    |
| 4     | Kptlt. Hans-Dieter Heinicke | 29 mars 1942      | St. Nazaire | 16 mai 1942       | St. Nazaire | 49 jours  | 6 441    |
| 5     | Kptlt. Hans-Dieter Heinicke | 16 juin 1942      | St. Nazaire | 15 juillet 1942   | Coulé       | 30 jours  | 21 520   |
| Total | Total                       | Total             | Total       | Total             | Total       | 177 jours | 34 907 t |

Note : Kptlt. = Kapitänleutnant

## Navires coulés
L'U-576 coula 4 navires marchands totalisant 15 450 tonneaux et endommagea 2 navires marchands totalisant 19 457 tonneaux au cours des 5 patrouilles (177 jours en mer) qu'il effectua.
| Date            | Nom              | Nationalité | Tonnage (GRT) | Convoi | Fait      |
| --------------- | ---------------- | ----------- | ------------- | ------ | --------- |
| 14 février 1942 | Empire Spring    | Royaume-Uni | 6 946         | ON-63  | Coulé     |
| 21 avril 1942   | Pipestone County | États-Unis  | 5 102         |        | Coulé     |
| 30 avril 1942   | Taborfjell       | Norvège     | 1 339         |        | Coulé     |
| 15 juillet 1942 | Bluefields       | Nicaragua   | 2 063         | KS-520 | Coulé     |
| 15 juillet 1942 | Chilore          | États-Unis  | 8 310         | KS-520 | Endommagé |
| 15 juillet 1942 | J.A. Mowinckel   | Panama      | 11 147        | KS-520 | Endommagé |